# Marie Heim-Vögtlin
Marie Heim-Vögtlin, född 1845, död 1916, var en schweizisk läkare.
Hon blev 1874 den första kvinnliga läkaren i sitt land. 